# Eugenio Baroncelli
Eugenio Baroncelli (Rimini, 3 giugno 1944) è uno scrittore italiano.

## Biografia
È nato a Rimini e vive a Ravenna.
Ex insegnante, prima di esordire nella narrativa nel 2005 con Outfolio, si è dedicato alla critica e teoria cinematografica.
Nel 2008 inizia a pubblicare per Sellerio editore una serie di micro biografie di personaggi illustri o sconosciuti che ricevono il plauso del pubblico e della critica come Mosche d’inverno. 271 morti in due o tre pose (Premio SuperMondello e finalista al Premio Chiara nel 2011) e Falene. 237 vite quasi perfette (finalista al Premio Bergamo).

## Opere
- Outfolio. Storiette scivolate dal quaderno durante un trasloco, San Cesario di Lecce, Manni Editori, 2005.
- Libro di candele. 267 vite in due o tre pose, Palermo, Sellerio, 2008.
- Mosche d'inverno. 271 morti in due o tre prose, Palermo, Sellerio, 2010.
- Falene. 237 vite quasi perfette, Palermo, Sellerio,[4] 2012.
- Pagine bianche. 55 libri che non ho mai scritto, Palermo, Sellerio, 2013.
- Gli incantevoli scarti. Cento romanzi di cento parole, Palermo, Sellerio, 2014.
- Risvolti svelti. Breviario amoroso di vite altrui capitolate, Palermo, Sellerio, 2017.
- Libro di furti. 301 vite rubate alla mia, Palermo, Sellerio, 2021.